# کوین برگس
کوین برگس (انگلیسی: Kevin Burgess؛ زادهٔ ۸ ژانویهٔ ۱۹۸۷) بازیکن فوتبال اهل بریتانیا است.
از باشگاه‌هایی که در آن بازی کرده‌است می‌توان به باشگاه فوتبال ویتبای تاون، باشگاه فوتبال دارلینگتون ۱۸۸۳ و باشگاه فوتبال دارلینگتون اشاره کرد.

## یادداشت ها
1. ↑  League appearances for 2015–16 sourced to Darlington F.C.[۳] League appearances for 2016–17 onwards sourced to Soccerway.[۴]